# Side, Sambir
Side (în ucraineană Сіде) este un sat în comuna Horodîșce din raionul Sambir, regiunea Liov, Ucraina.

## Demografie
Componența lingvistică a localității Side
     Ucraineană (99,28%)
     Alte limbi (0,54%)
Conform recensământului din 2001, majoritatea populației localității Side era vorbitoare de ucraineană (99,28%), existând în minoritate și vorbitori de alte limbi.